# Österhället (sydväst om Orrengrund, Lovisa)
Österhället är en ö i Finland. Den ligger i Finska viken och i kommunen Lovisa i den ekonomiska regionen  Lovisa i landskapet Nyland, i den södra delen av landet. Ön ligger omkring 76 kilometer öster om Helsingfors.
Öns area är 0,4 hektar och dess största längd är 140 meter i öst-västlig riktning.